# Sierra Leones damlandslag i fotboll
Sierra Leones damlandslag i fotboll representerar Sierra Leone i fotboll på damsidan. Dess förbund är Sierra Leone Football Association. Laget har endast spelat fyra officiella FIFA-landskamper: två 1994 och två 2010.